# Enrique van Rysselberghe Herrera
Enrique Van Rysselberghe Herrera (Concepción, 17 de septiembre de 1976) es un ingeniero comercial y político chileno, militante de la Unión Demócrata Independiente (UDI). Desde el 11 de marzo de 2022 se desempeña como senador por la Circunscripción 10 (Región del Biobío). Es hijo del también político Enrique van Rysselberghe Varela y hermano de la exalcaldesa, concejala, intendenta y senadora Jacqueline van Rysselberghe.
Desde 2010 hasta 2022 ejerció como diputado durante tres periodos consecutivos. Anteriormente fue concejal por la comuna de Concepción entre 2004 y 2009.

## Biografía

### Familia y vida personal
Hijo de María Norma Herrera Caire y Enrique van Rysselberghe Varela, exdiputado por la Región del Biobío. Hermano de Jacqueline van Rysselberghe, exconcejala (1992-2000) y exalcaldesa de Concepción (2001-2010) y exintendenta de la Región del Biobío. Nieto de Enrique van Rysselberghe Martínez, alcalde de Concepción en dos períodos (1971-1972 y 1975-1979).
Está casado con Valentina Verónica Troncoso Sepúlveda. A partir de 1997, mantuvo una activa participación en la iglesia católica y en el Movimiento Schoenstatt.

### Reconocimientos
Durante su adolescencia fue un destacado deportista. En 1983, fue elegido Deportista Ejemplar por la Asociación Deportiva Integrada y Cultural de Colegios Particulares (ADICPA) de la  región del Biobío. También fue preseleccionado nacional de básquetbol por la Federación de Básquetbol de Chile. Al año siguiente, fue destacado como Mejor Deportista de la generación de egreso de su colegio.
En 1995, su casa de estudios le otorgó el «Premio Universidad».
En 2007, fue destacado como uno de los «100 Líderes Jóvenes de Chile» por la revista Sábado del diario El Mercurio de Santiago, y como uno de los 50 Líderes Juveniles de la Región del Biobío por el diario El Sur de Concepción.

### Estudios y vida laboral
Realizó sus estudios primarios y secundarios en el Colegio Alianza Francesa de Concepción, de donde egresó en 1994. Al año siguiente, ingresó a la Universidad del Desarrollo (UDD) de Concepción de la que egresó en 2000 con el título de ingeniero comercial. En 2003, obtuvo un Master en Business Administration (MBA) en la misma casa de estudios. En 2004, obtuvo un post-MBA en Marketing y Liderazgo en la Kellogg School of Management de la Northwestern University en Estados Unidos. Asimismo, en diciembre de 2009, obtuvo un magíster en humanidades en la Universidad del Desarrollo.
En 1999, tras organizar los primeros trabajos de verano de la UDD, asumió como jefe general de los Trabajos Sociales de Verano.
A partir del 2001 ha realizado en la casa de estudios de la que egresó labores directivas y de docencia. Entre 2001 a 2009, dirigió la RED Internacional de Empresas PAEX de la Facultad de Economía y Negocios de la misma Universidad. Se desempeñó como profesor y director de relaciones empresariales en el Instituto Profesional Providencia de Concepción.
Desde 2001, ha sido conductor del programa "El que la sigue la consigue" de la radio Femenina de Concepción.

## Trayectoria política
Entre 2004 y 2008, fungió como concejal de Concepción
En las elecciones municipales de 2008, fue reelecto concejal por Concepción para el periodo 2009-2012. Sin embargo, renunció a los pocos días de haber asumido su cargo, luego de oficializar su candidatura a diputado para las elecciones parlamentarias de diciembre de 2009.
En dichas elecciones, resultó electo diputado por la UDI en representación del distrito N°44, correspondiente a las comunas de Concepción, Chiguayante y San Pedro de la Paz, por el periodo legislativo 2010-2014.
Fue integrante de las comisiones permanentes de Micro, Pequeña y Mediana Empresa (PYME); de Economía; y de Ciencia y Tecnología. Junto con la comisión especial de Bomberos. Formó parte del Comité parlamentario de la UDI.
En las elecciones parlamentarias de 2013, es reelecto como diputado por el distrito N.º 44, por el periodo 2014-2018.
En este periodo, integró las comisiones permanentes de Pesca, Acuicultura e Intereses Marítimos; Economía, Fomento; Micro, Pequeña y Mediana Empresa (PYME); Protección de los Consumidores y Turismo; y de Ciencias y Tecnología.
Fue miembro de la Comisión Especial Investigadora de la labor fiscalizadora de los órganos públicos competentes sobre el funcionamiento de las cooperativas, en particular respecto de la situación que afecta a la cooperativa Financoop (CEI 49) y en la Comisión Especial Investigadora de eventuales irregularidades, errores o vicios en actuaciones de funcionarios públicos en relación con el proyecto minero Dominga, en la Región de Coquimbo.
En noviembre de 2017, fue reelecto por segunda vez consecutiva como diputado de la República en representación de la UDI por el nuevo distrito N.° 20, Región del Biobío, dentro del pacto Chile Vamos, por el período legislativo 2018-2022.
Integra las comisiones permanentes de Economía, Fomento; Micro, Pequeña y Mediana Empresa; Protección de los Consumidores y Turismo; y de Ciencias y Tecnología. Además, forma parte del Comité parlamentario de la UDI.

## Controversias
Durante la campaña parlamentaria de 2017, van Rysselberghe fue acusado de entregar cheques a los votantes. El entonces candidato reconoció el hecho, indicando que se trataba de un video del año 2013, en donde no era considerado delito, además de luego borrar el video de sus redes sociales.
En mayo de 2020, junto a su hermana Jaqueline, senadora de la UDI, son cuestionados por disponer sus nombres en un sticker sobre el pulverizador de un técnico sanitizador que desempeñaba en la Región del Biobío, en medio de la pandemia de Covid-19.

## Historial electoral

### Elecciones municipales de 2004
- Elecciones municipales de 2004 para concejales de la comuna de Concepción[5]

(Se consideran sólo los candidatos con más del 1,3% de los votos)

### Elecciones municipales de 2008
- Elecciones municipales de 2008 para concejales de la comuna de Concepción[6]

(Se consideran solo los candidatos con más del 0,6% de los votos)

### Elecciones parlamentarias de 2009
- Elecciones Parlamentarias de 2009 a Diputados por el distrito 44 (Concepción, San Pedro de la Paz y Chiguayante)[7]

### Elecciones parlamentarias de 2013
- Elecciones Parlamentarias de 2013 a Diputados por el distrito 44 (Concepción, San Pedro de la Paz y Chiguayante)[8]

### Elecciones parlamentarias de 2017
- Elecciones parlamentarias de 2017 a Diputados por el distrito 20 (Chiguayante, Concepción, Coronel, Florida, Hualpén, Hualqui, Penco, San Pedro de la Paz, Santa Juana, Talcahuano y Tomé)[9]

### Elecciones parlamentarias de 2021
- Elecciones parlamentarias de 2021, para la Circunscripción Senatorial nro. 10, Región del Bíobío